# جفروا دو ویلاردوئن
جفروا دو ویلاردوئن (به فرانسوی: Geoffroi de Villehardouin) مورخ قرن دوازدهم میلادی اهل فرانسه است.